# Adrienne Chailliey
Adrienne Chailliey, surnommée Marie Puget, née Adrienne Stéphanie Vidoine (du nom de sa mère, et de père inconnu) le 15 juin 1859 à Philippeville et morte le 27 août 1937 à Auch, est une brodeuse, chanteuse et militante anarchiste et féministe française. Elle est surtout connue pour sa carrière d'artiste ainsi que pour sa participation probable à l'attentat de Carmaux-Bons Enfants et à l'Ère des attentats (1892-1894). Elle s'engage par ailleurs dans le militantisme féministe de la première vague.
Après une enfance marquée par les abus et l'enfermement dans plusieurs pensionnats, Chailliey parvient à s'enfuir et rejoindre Paris au cours des années 1880. Se politisant dans les cercles anarchistes ou féministes, elle commence à se produire et interpréter des chansons anarchistes dans la capitale. Devenant progressivement une artiste anarchiste en vue et côtoyant d'autres artistes, elle rencontre Émile Henry, qu'elle accueille peut-être chez elle au début de l'année 1892. Chailliey, Henry, son frère et d'autres militants anarchistes sont probablement à l'origine de l'attentat de Carmaux-Bons Enfants (8 novembre 1892), visant le siège de la Compagnie minière de Carmaux. Lors de cet attentat, il semble qu'elle ait posé la bombe tandis que Henry fait le guet au dehors. L'attaque tue quatre policiers et un employé de l'entreprise.
Elle parvient à échapper à la justice française après l'arrestation et l'exécution de Henry. Parallèlement, Chailliey est féministe et participe à des réunions féministes où elle prend la parole et intervient. Lors d'un de ces rassemblements, elle est agressée par deux hommes mécontents de son discours à la sortie. 

## Biographie

### Jeunesse et études
Adrienne Stéphanie Chailliey naît à Philippevile, en Algérie française, en 1859. Fille d'un capitaine de gendarmerie et sœur d'un saint-cyrien, sa mère la maltraite pendant son enfance. Vers ses 11 ans, elle est placée dans un pensionnat catholique à Nice où elle est battue par le personnel enseignant et n'apprend pratiquement rien hormis des connaissances pratiques pour un métier de couturière. Elle s'enfuit alors du pensionnat et arrive à rejoindre Marseille, où les gendarmes l'arrêtent et la renvoient à sa famille. Sa mère la place ensuite dans un pensionnat en Corse, où elle est enfermée jusqu'à ses 20 ans. Là, elle parvient à s'enfuir de nouveau et rejoindre Paris.

### Chanson, militantisme politique et terrorisme

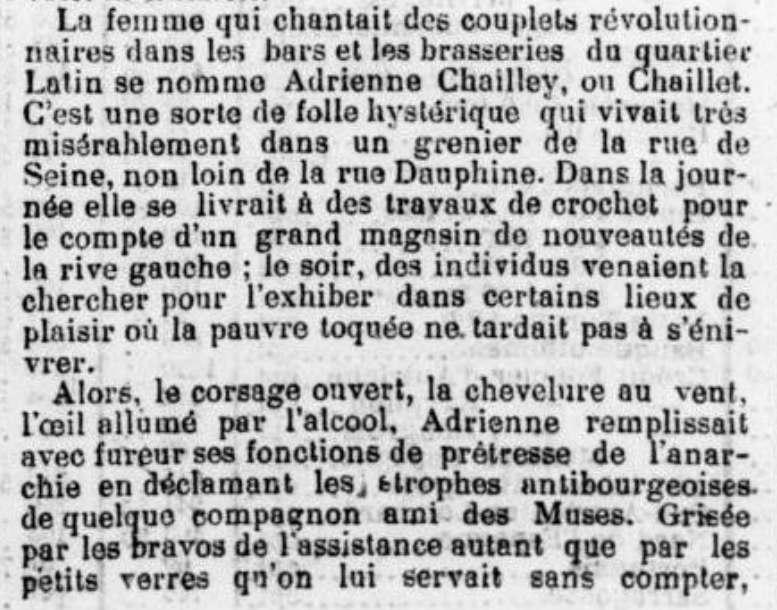
Description négative d'Adrienne Chailliey par le Journal de Saint-Quentin et de ses environs (24 février 1894), un journal conservateur.

Dans la capitale française, Chailliey rejoint les cercles anarchistes et féministes. Ainsi, elle fréquente les bars anarchistes ou féministes du Quartier latin où elle commence à se produire dès 1887, en chantant par exemple La Ravachole ou encore La Carmagnole. Dans les réseaux qu'elle côtoie, elle fréquente les autres artistes, surtout celles qui font de la peinture ou de la sculpture. Pendant cette période, Chailliey réside dans une mansarde sur la rive gauche de la Seine et travaille la journée comme brodeuse,. Rapidement, elle devient l'une des chanteuses anarchistes les plus connues de la capitale ; propageant l'idéologie anarchiste à travers ses représentations. Dans ce cadre, elle est visée par la presse conservatrice, en particulier le Journal de Saint-Quentin, qui la présente très négativement. Selon ce journal, elle serait une personne abusée par d'autres anarchistes qui profiteraient d'elle et la guideraient, tout en étant par ailleurs une hystérique et alcoolique complètement folle qui serait une « prêtresse de l'anarchie »,.
Au début de l'année 1892 et de l'Ère des attentats (1892-1894), il est possible qu'elle héberge chez elle Émile Henry un certain temps. Celui-ci, son proche, est en pleine radicalisation politique. Selon l'historien Bouhey, il commencerait dès mars 1892 à préparer des explosifs. En août de la même année, la grève de Carmaux débute après le licenciement brutal d'un syndicaliste, Jean-Baptiste Calvignac. Le mouvement devient rapidement un sujet d'attention nationale,. La réaction de Chailliey est inconnue. Toutefois Henry, dont elle est proche, considère que l'accord signé entre les socialistes comme Jean Jaurès et le patronat, accord renvoyant les employés au travail plus pauvres qu'auparavant, est une trahison de la part des socialistes. Il est alors très probable que Chailliey, Henry et son frère, Jean-Charles Fortuné Henry, ainsi que d'autres militants anarchistes d'un petit groupe comme Paul Bonnard, mettent en place un complot visant à faire exploser le siège de l'entreprise à Paris. La participation de Chailliey au complot, qui est identifiée par la police française et plusieurs historiens, comme Bouhey, Merriman ou Badier, est invisibilisée par le procès de Henry, qui assume toute la préparation et l'exécution de l'attentat - vraisemblablement dans une volonté de sauver ses complices,.

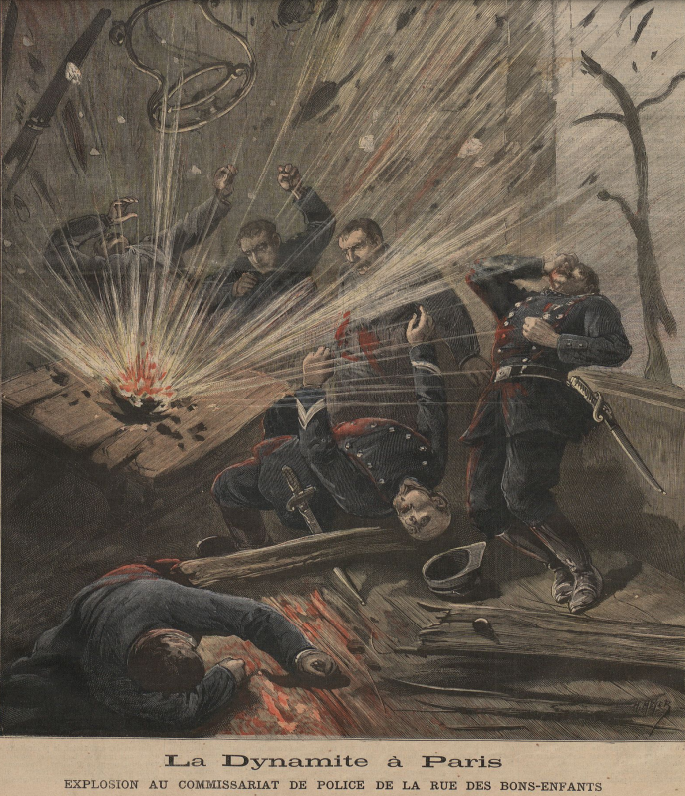
Représentation de l'attentat de Carmaux-Bons Enfants dans Le Petit Journal (19 novembre 1892).

En tout cas, le 8 novembre 1892, Henry et Chailliey se rendent probablement ensemble au siège de la Compagnie minière de Carmaux. Chailliey aurait alors pris la bombe et serait allée la mettre elle-même sur place, une femme étant identifiée par plusieurs témoins comme étant la personne qui aurait posé la bombe,. Pendant ce temps, Henry aurait fait le guet. Plus tard, la police est appelée pour prendre possession de ce colis suspect - les policiers retournent au commissariat de la rue des Bons-Enfants,. Là, alors qu'ils essaient de l'ouvrir, la bombe explose, tuant les quatre policiers et l'employé de l'entreprise qui les accompagne au commissariat,. Il s'agit de l'attentat le plus meurtrier de l'Ère des attentats (1892-1894) en France.
Henry s'enfuit rapidement, possiblement après être resté brièvement chez elle, et rejoint le Royaume-Uni et la Belgique. Chailliey, pendant ce temps, change complètement d'attitude. Elle se détache de l'anarchisme subitement - du moins en apparence - et cesse de militer pendant cette période. Elle commence aussi à essayer d'établir un alibi, en demandant à une amie de témoigner qu'elle était avec elle le jour de l'attentat. Toutes ces évolutions peu naturelles semblent très suspectes aux autorités françaises et à un informateur surnommé 'Thanne', qui se penche de manière croissante sur son cas. Chailliey commence aussi à parler à d'autres militants et à répéter que ce serait Henry qui aurait fait l'attentat - ce qui lance la police, jusque-là ignorante des auteurs de l'attentat, sur la piste de l'exilé.
Parallèlement, elle participe à des réunions féministes à Paris et est invitée par son amie, Marie-Rose Astié de Valsayre, fondatrice de la Ligue de l’affranchissement des femmes à participer à un meeting, le 23 avril 1893. Elle y défend l'égalité économique de la femme et, alors qu'elle rentre chez elle, est agressée par deux hommes à coups de pieds et de canne. Elle doit être portée chez elle par des policiers, mais refuse de porter plainte pour cette attaque.

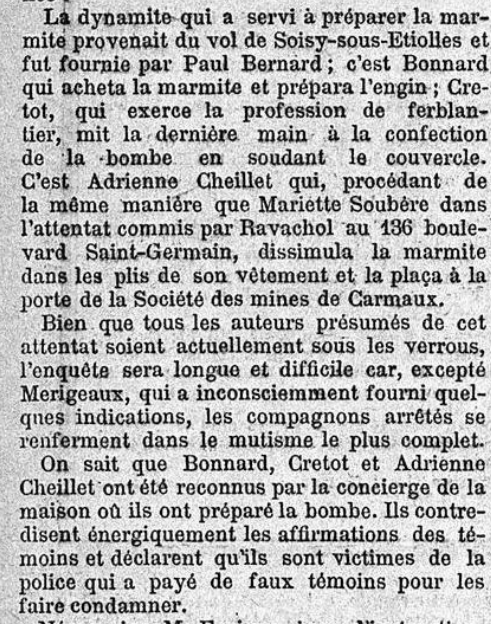
Nom des participants à l'attentat, Journal des débats politiques et littéraires (22 février 1894)

Alors que la police est en train de resserrer sa surveillance et l'arrête en janvier 1894, Henry commet l'attentat du café Terminus, le 12 février 1894, un attentat fondateur du terrorisme moderne,. Arrêté et alors que toute l'attention se tourne vers lui, il admet publiquement être l'auteur de l'attentat de Carmaux-Bons Enfants. Pendant cette période, son frère travaille comme gardien de prison à la prison de Saint-Lazare. Elle est arrêtée après avoir été dénoncée par un complice nommé Mérigeau et refuse de donner une seule indication. Chailliey ne veut pas fournir d'informations à la police, ne donne pas d'alibi et défend ses idées avec ardeur. Elle n'est toutefois affiliée à aucun groupe précis, et cette situation provoque une difficulté pour que la police comprenne réellement ce qu'il se passe autour d'elle. Un sculpteur proche de la militante est perquisitionné lors de son arrestation mais les recherches ne donnent rien.
Lors d'une confrontation avec Chailliey et Paul Bonnard, un autre complice, qu'elle a d'ailleurs rencontré la veille de l'attentat, Henry pâlit, admet connaître Bonnard, mais pas Chailliey. Il lui fait un clin d'œil à cette occasion, lorsqu'il revendique l'attentat seul face à elle. De plus, il demande plus tard si elle a été libérée, ce qui tend à indiquer qu'en effet, il la connaît. Cependant, il décrit la manière dont il a fait l'attentat de manière précise et assure avoir agi seul en donnant ce scénario vraisemblable. Henry est guillotiné et Chailliey n'est pas mise en procès, malgré le fait d'avoir été arrêtée - parce que la police manque de preuves ou de témoignages précis sur sa participation pour la condamner - et qu'Henry vient de l'être. Elle est libérée avec les autres complices éventuels de l'attentat.
Elle tombe dans la misère en 1897 quand l'État refuse de la laisser exercer comme buraliste ; sa mère lui ayant manifestement transmis un bureau de tabac. Cette même année, elle gagne le cinquième championnat cycliste des femmes artistes. Elle est toujours considérée comme anarchiste après 1900 par les services de la préfecture de Paris.
Elle meurt à Auch le 27 août 1937.